# ハース・VF-20
ハース・VF-20 (Haas VF-20) は、ハースF1チームが2020年のF1世界選手権参戦用に開発したフォーミュラ1カーである。

## 概要
2020年2月6日、正式発表に先立ってカラーリングが公開され、前年途中までタイトルスポンサーを務めたリッチ・エナジーのブラックとゴールドから、2018年までの薄いグレイとブラックのベースにレッドを加えたものに戻った。同月16日にカタロニア・サーキットでシェイクダウンを行い、19日から同サーキットで行われるプレシーズンテストの開始前に正式発表された。
前年のVF-19はタイヤとの相性が悪く、パーツ供給元のフェラーリ同様セッティングの難しさに悩まされた。VF-20もノーズ周りはフェラーリに合わせているが、フロアフロントやポッドエッジのサイドフェンスはハース独自のエアロ処理を施している。

## 2020年シーズン
ドライバーはロマン・グロージャンとケビン・マグヌッセンのコンビを継続。
プレシーズンテストでは前年のマシン開発の失敗を防ぐべく、速さを追求するより、マシンの習熟に専念してシーズンに備えた。2019新型コロナウイルスの世界的流行の影響により、F1は休止状態となり、それを経て開幕戦を迎えた。だが、シーズンを通して獲得できたポイントは、第3戦のマグヌッセンの10位入賞と第11戦のグロージャンの9位入賞の計3ポイントのみとなった。
今季のマシンはタイヤの相性の問題は改善し、決勝も条件が整えばある程度の速さを見せたこともあったが、使用するフェラーリPUの不振やアップデートがほぼ行われなかったことの影響もあり、F1参入以来の最低記録を更新する形でシーズンを終えた。

## スペック

### パワーユニット
- 型式: フェラーリ 065[17]
- 排気量: 1,600cc
- 気筒数: V型6気筒
- 過給機形式: ターボ
- 最高回転数: 15,000rpm（レギュレーションで規定）

## 記録
（key）
| 年   | No. | ドライバー         | AUT | STY | HUN | GBR | 70A | ESP | BEL | ITA | TUS | RUS | EIF | POR | EMI | TUR | BHR | SKR | ABU | ポイント | ランキング |
| ---- | --- | ------------------ | --- | --- | --- | --- | --- | --- | --- | --- | --- | --- | --- | --- | --- | --- | --- | --- | --- | -------- | ---------- |
| 2020 | 8   | グロージャン       | Ret | 13  | 16  | 16  | 16  | 19  | 15  | 12  | 12  | 17  | 9   | 17  | 14  | Ret | Ret |     |     | 3        | 9位        |
| 2020 | 51  | フィッティパルディ |     |     |     |     |     |     |     |     |     |     |     |     |     |     |     | 17  | 19  | 3        | 9位        |
| 2020 | 20  | マグヌッセン       | Ret | 12  | 10  | Ret | Ret | 15  | 17  | Ret | Ret | 12  | 13  | 16  | Ret | 17† | 17  | 15  | 18  | 3        | 9位        |

- 太字はポールポジション、斜字はファステストラップ
- † 印はリタイアだが、90%以上の距離を走行したため規定により完走扱い。